# Djamel Benchadli
 (mars 2021).
Si vous disposez d'ouvrages ou d'articles de référence ou si vous connaissez des sites web de qualité traitant du thème abordé ici, merci de compléter l'article en donnant les références utiles à sa vérifiabilité et en les liant à la section « Notes et références ».
Djamel Benchadli (en arabe : جمال بن شاذلى), né le 31 janvier 1963 à Oran est un entraîneur de football algérien.

## Biographie
Djamel Benchadli entraîne de nombreux clubs de l'ouest de l'Algérie, dont l'ASM Oran à deux reprises, tout d'abord de 2014 à 2015, puis en 2017, et le MC Oran également à deux reprises, de 2012 à 2013, puis de 2013 à 2014. Il entraîne également l'ES Mostaganem de 2006 à 2008, puis de 2010 à 2011.